# Gogo (Zoundwéogo)
Gogo è un dipartimento del Burkina Faso classificato come comune, situato nella provincia di Zoundwéogo, facente parte della Regione del Centro-Sud.
Il dipartimento si compone del capoluogo e di altri 22 villaggi: Basbédo, Dougou, Ipala, Kondré, Kopèlin, Manga-Est V1, Manga-Est V2, Manga-Est V3, Manga-Est V4, Mouzi, Nagrigré, Norghin, Pagomtoécé, Parkiri, Pissi, Safoula, Samtinga, Tiougou, Yambassé, Zaptinga II, Zirbaré e Zoungou.